# Валлаби
Валла́би (уаллаби) — группа видов сумчатых млекопитающих из семейства кенгуровых (лат. Macropodidae), как правило, меньших по размеру, чем кенгуру или валлару.
В узком смысле, валлаби (Wallabia) — род семейства Кенгуровых, включающий в себя один ныне живущий вид (Болотный валлаби) и ряд ископаемых.
Распространены в Тасмании, Новой Гвинее и архипелаге Бисмарка. Обитают в основном в зарослях кустарников и в лесах, но могут встречаться и на открытых пространствах, в степях. Также валлаби были завезены в Новую Зеландию и на Британские острова, где наиболее крупная колония находится на острове Мэн.
Малые лесные валлаби известны как филандеры или падемелоны (род Thylogale). Термин валлаби происходит из языка племени Эора, живших в районе современного Сиднея. Детёнышей валлаби, как и других сумчатых, обычно называют джоуи.

## Классификация
Валлаби — это помимо непосредственно рода Валлаби, ещё и совокупность видов, состоящая из нескольких родов, принадлежащих к семейству кенгуровых.
Среди обычных (исполинских) кенгуру (род Macropus) насчитывается около восьми видов валлаби. Рыже-серых валлаби (Macropus rufogriseus) и прытких валлаби (Macropus agilis), из-за большого размера и общей схожести, часто приравнивают к обычным кенгуру и валлару.
Горные валлаби (род Petrogale), встречаются на всей территории Австралии и на нескольких прилежащих островах, живут в горах и каменистых пустынях. Встречаются по крайней мере пятнадцать разновидностей, некоторые из которых подвержены опасности вымирания.
Полосатый валлаби-заяц (Lagostrophus fasciatus), является последним оставшимся видом некогда многочисленного подсемейства Sthenurinae, ранее обитавшего повсеместно на территории южной Австралии, а теперь встречающегося только на двух островах у западного побережья Австралии, свободных от хищников.
Лесные валлаби (род Dorcopsis), обитающие на территории Новой Гвинеи, представлены пятью видами.

## Виды
- Подсемейство Sthenurinae
  - Род Lagostrophus fasciatus

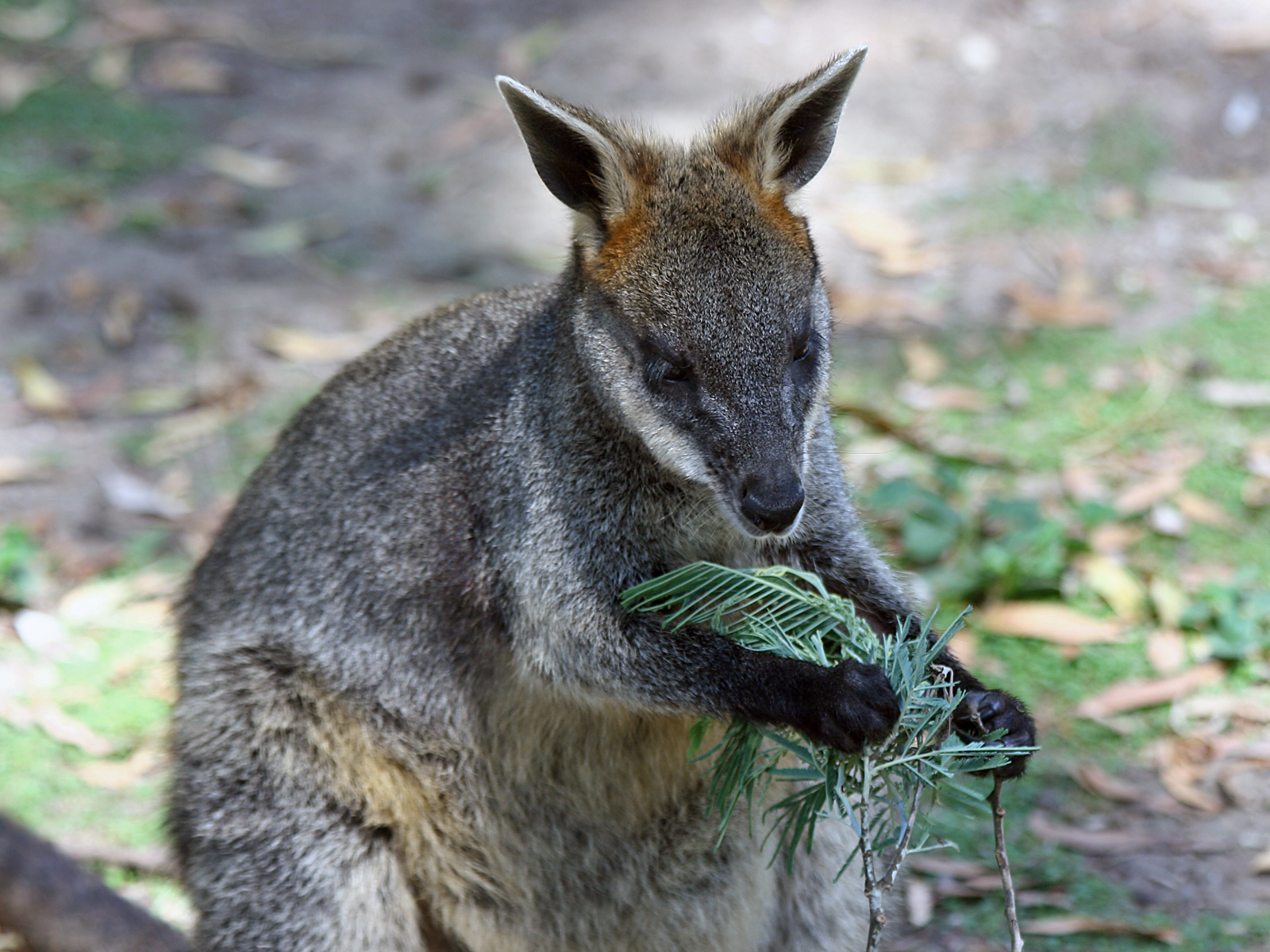
Болотный валлаби единственный представитель рода Wallabia

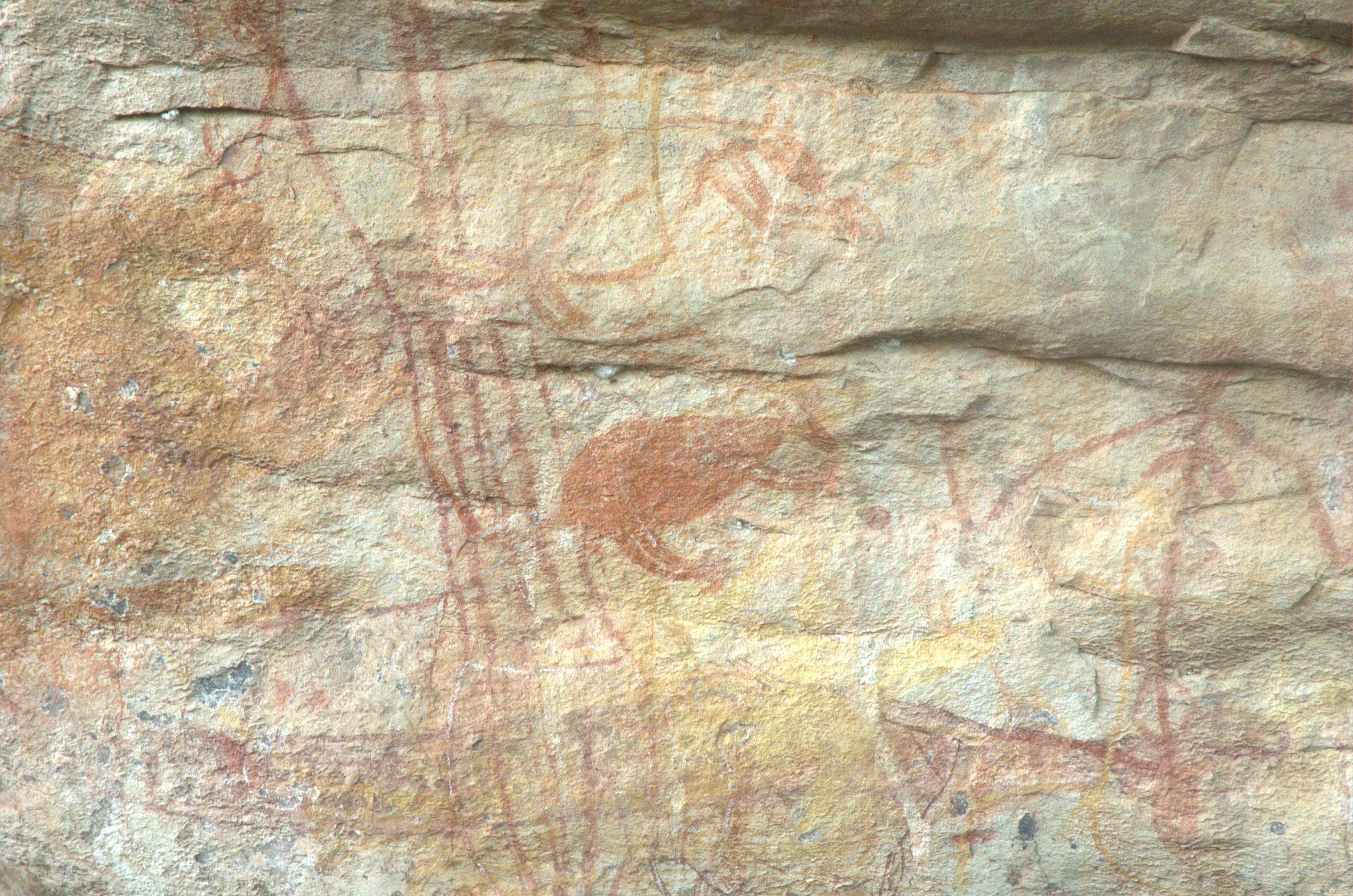
Наскальные рисунки валлаби в национальном парке Какаду на севере Австралии

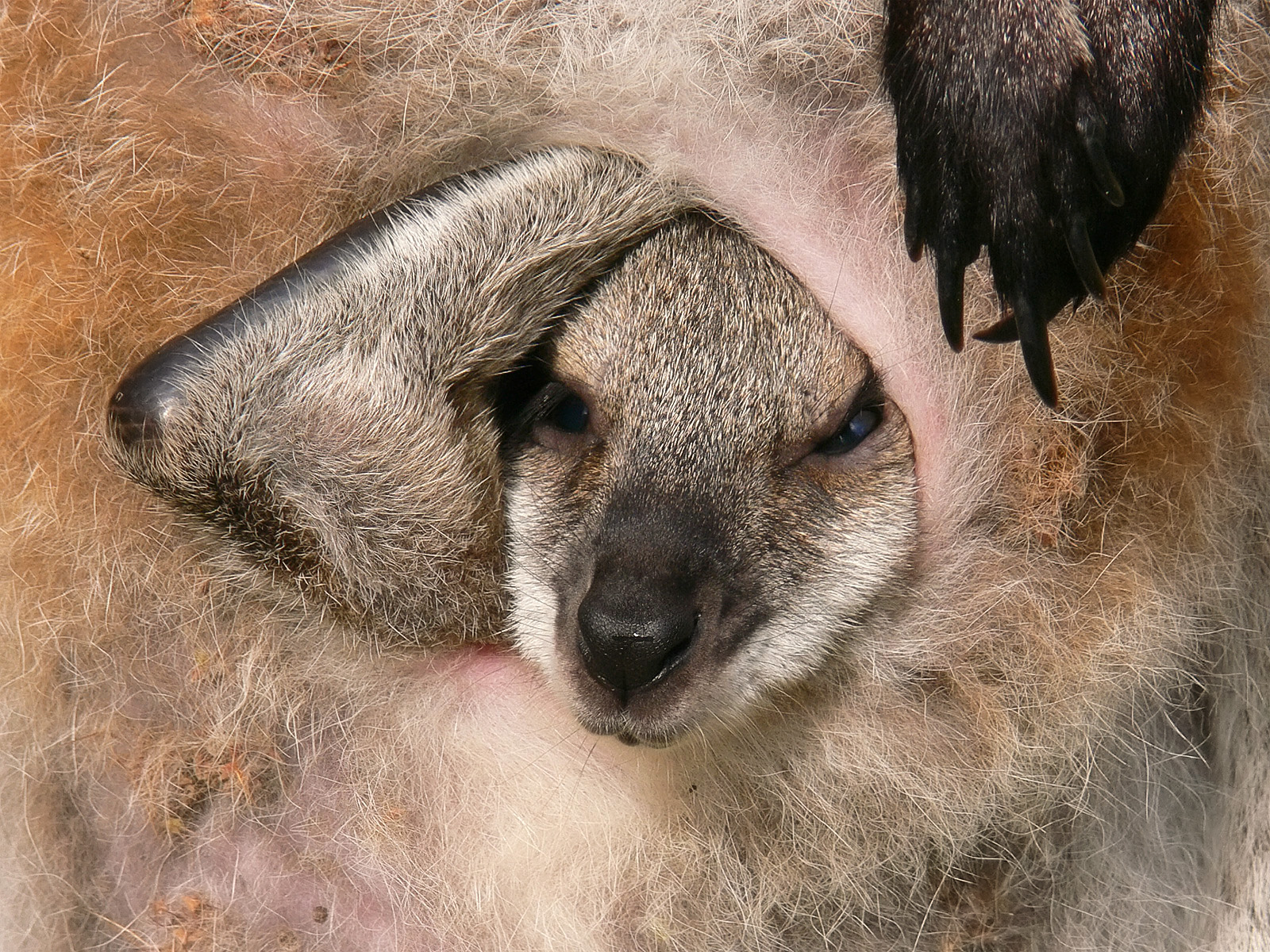
Детёныш рыже-серого валлаби (Macropus rufogriseus)

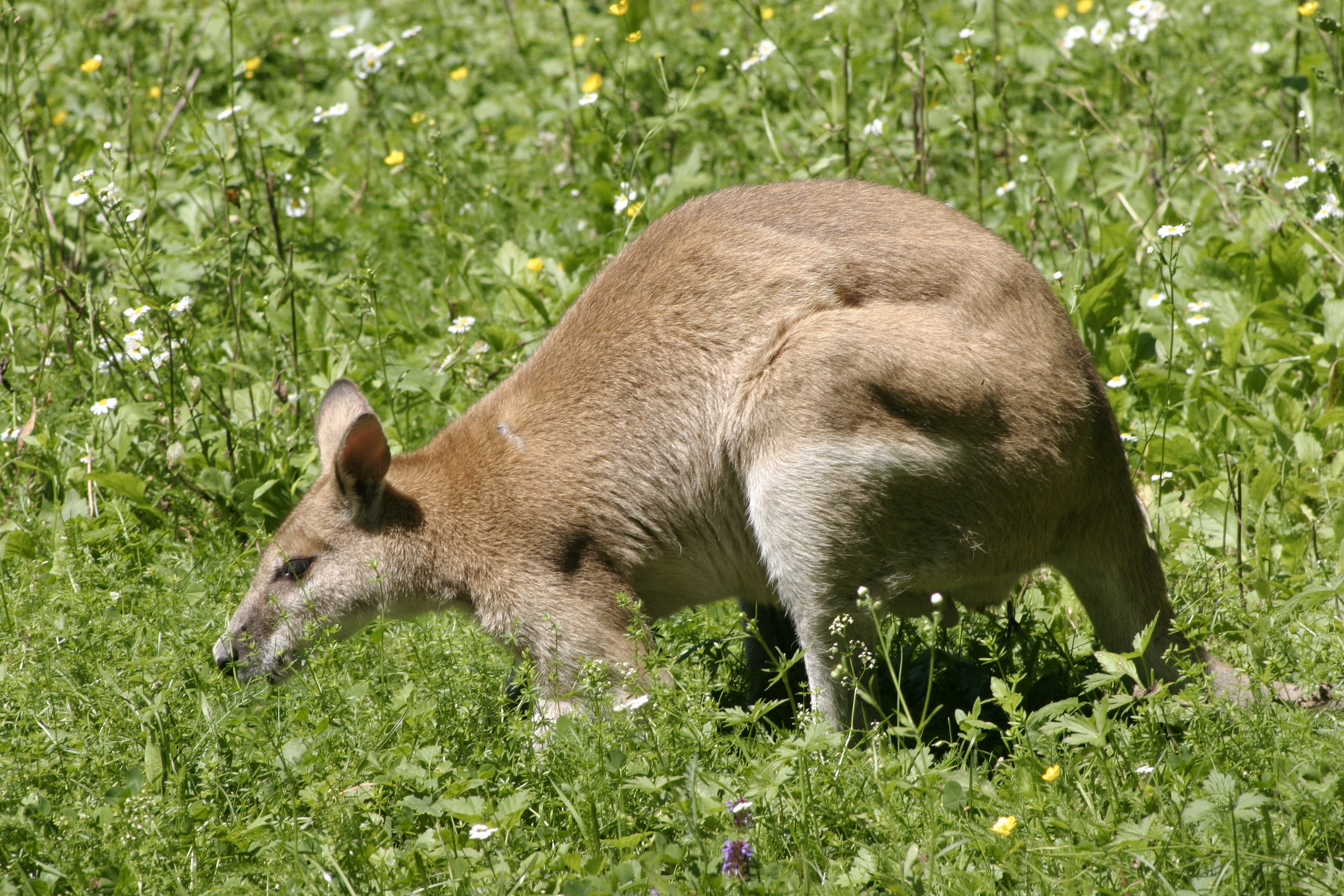
Прыткий валлаби

    - Полосатый кенгуру или полосатый валлаби-заяц, Lagostrophus fasciatus
- Подсемейство Macropodinae
  - Обычные (исполинские) кенгуру и валлаби, род Macropus
    - Прыткий валлаби, Macropus agilis
    - Валлаби-антилопа, Macropus antilopinus
    - Чернополосый валлаби, Macropus dorsalis
    - Таммар, Macropus eugenii
    - † Валлаби Грея, Macropus greyii
    - Перчаточный валлаби, Macropus irma
    - Валлаби Парма, Macropus parma
    - Валлаби Парри, Macropus parryi
    - Рыже-серый валлаби, Macropus rufogrisseus

  - Лесные валлаби Новой Гвинеи, род Dorcopsis
    - Dorcopsis vanheurni (Dorcopsulus vanheurni)
    - Кенгуру Маклея, Dorcopsis macleayi (Dorcopsulus macleayi)
    - Dorcopsis veterum
    - Dorcopsis hageni
    - Dorcopsis atrata

  - Валлаби-зайцы, род Lagorchestes
    - Lagorchestes asomatus
    - Lagorchestes conspicillatus
    - Lagorchestes hirsutus
    - Lagorchestes leporides

  - Когтехвостые кенгуру, род Onychogalea
    - Onychogalea fraenata
    - † Onychogalea lunata
    - Onychogalea unguifera

  - Горные валлаби, род Petrogale
    - Petrogale assimilis
    - Petrogale brachyotis
    - Petrogale burbidgei
    - Petrogale coenensis
    - Petrogale concinna
    - Petrogale godmani
    - Petrogale inornata
    - Petrogale herberti
    - Petrogale lateralis
    - Petrogale mareeba
    - Petrogale penicillata
    - Petrogale persephone
    - Petrogale purpureicollis
    - Petrogale rothschildi
    - Petrogale sharmani
    - Petrogale xanthopus

  - Филандеры, или падемелоны, род Thylogale
    - Краснобрюхий филандер или Тасманский падемелон Thylogale billardierii
    - Филандер Брауна, Thylogale browni
    - Новогвинейский филандер, Thylogale brunii
    - Филандер Калаби, Thylogale calabyi
    - Горный филандер, Thylogale lanatus
    - Красноногий филандер, Thylogale stigmatica
    - Красношеий филандер, Thylogale thetis

  - Валлаби, род Wallabia
    - Болотный валлаби, Wallabia bicolor

## Вымышленные валлаби
- Рокко из мультсериала Новая жизнь Рокко
- Wallaby или Warabi  — герой одноимённой манги от Киёхико Адзумы.